# Agrias athenais
Agrias athenais är en fjärilsart som beskrevs av Hans Fruhstorfer 1912. Agrias athenais ingår i släktet Agrias och familjen praktfjärilar. Inga underarter finns listade i Catalogue of Life.